# Mak Wilson
Mak Wilson est un acteur, marionnettiste et animateur britannique né le 3 septembre 1957.

## Filmographie

### Acteur

#### Cinéma
- 1984 : Greystoke, la légende de Tarzan : Figs
- 1985 : Oz, un monde extraordinaire : Billina
- 1986 : La Petite Boutique des horreurs (Little Shop of Horrors) de Frank Oz : le chanteur dans la rue
- 1991 : Les Tortues ninja 2 : l'aide du promoteur
- 1997 : Mon copain Buddy : Buddy
- 2005 : H2G2 : Le Guide du voyageur galactique : la voix du Vogon
- 2014 : Muppets Most Wanted

#### Télévision
- 1975 : Play for Today : Eoin (1 épisode)
- 1986 : The Murders in the Rue Morgue : Ape
- 1987 : Filthy Rich & Catflap : Milkman (1 épisode)
- 1987 : Jim Henson Presents Mother Goose Stories : Many
- 1988 : Monstres et Merveilles : plusieurs animaux (3 épisodes)
- 1989 : The Ghost of Faffner Hall : Farkas Faffner (13 épisodes)
- 1989 : The Jim Henson Hour : plusieurs animaux (3 épisodes)
- 1991-1994 : Dinosaures : Earl Sinclair (53 épisodes)
- 1994 : Animal Show : Yves St. La Roach, Nippy et Leapovitch (5 épisodes)
- 1999 : Mopatop's Shop : Mopatop (4 épisodes)
- 1999 : Construction Site
- 2004 : Fungus the Bogeyman : Fungus
- 2010 : Mongrels : marionnettiste additionnel (1 épisode)
- 2014 : The Furchester Hotel : Harvey P. Dull

### Animateur
- 1996 : Loch Ness
- 1996 : L'Île au trésor des Muppets
- 2001 : Jack et le Haricot magique
- 2005 : Mee-Shee: The Water Giant

### Marionnettiste
- 1986 : Labyrinthe
- 1988 : Qui veut la peau de Roger Rabbit
- 1988 : L'Ours
- 1990 : Les Tortues ninja
- 1991 : Les Tortues ninja 2
- 1996 : Loch Ness
- 1996 : Pinocchio
- 1998 : Perdus dans l'espace
- 1998 : Dr. Dolittle
- 2001 : Jack et le Haricot magique
- 2005 : H2G2 : Le Guide du voyageur galactique
- 2008 : Fur TV (8 épisodes)